# Kōji Kumagai
Kōji Kumagai (jap. 熊谷 浩二 Kumagai Kōji; ur. 23 października 1975) – japoński piłkarz.

## Kariera klubowa
Od 1994 do 2005 roku występował w klubach Kashima Antlers i Vegalta Sendai.

## Kariera reprezentacyjna
W 1995 roku Kōji Kumagai zagrał na Mistrzostwach Świata U-20.